# 新山恵
新山 恵（にいやま めぐみ）は1984年（昭和59年）のミス・ユニバース日本代表である。

## 来歴・人物
東京都三鷹市出身。自動車会社に勤め、銀座と新宿のショールームで案内役をしていた22歳のときミス・ユニバースに応募し、関東地区代表となった。1984年（昭和59年）3月30日、大阪市のザ・シンフォニーホールで開かれた日本大会で代表に選出された。新山は前年度の代表で大阪府豊中市の山口遊子から王冠を譲り受け「世界大会では、日本女性の豊かさをアピールしたい」と語った。同年7月にアメリカ合衆国フロリダ州マイアミで開かれた世界大会に出場したが、入賞を果たすことは出来なかった。翌1985年（昭和60年）3月、後任の古沢初美に王冠を譲ったが、古沢は山口と同じ豊中市に住む女子大生であった。